# Koustogérako
Koustogérako, en grec moderne : Κουστογέρακο, est un village du dème de Kándanos-Sélino, dans le district régional de La Canée, de la Crète, en Grèce. Selon le recensement de 2011, la population de Koustogérako compte 44 habitants. Le village est situé à une altitude de 510 m et à une distance de 73 km de La Canée.

## Recensements de la population
| Recensements | 1900 | 1920 | 1928 | 1940 | 1951 | 1961 | 1971 | 1981 | 1991 | 2001 | 2011 |
| ------------ | ---- | ---- | ---- | ---- | ---- | ---- | ---- | ---- | ---- | ---- | ---- |
| Population   | 134  | 150  | 166  | 166  | 132  | 174  | 115  | 75   | -    | 76   | 44   |